# Noel Loban
Noel Loban, född den 28 april 1957 i Wimbledon, England, är en brittisk brottare som tog OS-brons i lätt tungviktsbrottning i fristilsklassen 1984 i Los Angeles. 